# Dysgonia hedemanni
Dysgonia hedemanni är en fjärilsart som beskrevs av Otto Staudinger 1888. Dysgonia hedemanni ingår i släktet Dysgonia och familjen nattflyn. Inga underarter finns listade i Catalogue of Life.